# Brabeutos
Los brabeutos eran jueces que presidían en los juegos olímpicos y en otras solemnidades religiosas de los antiguos griegos. 
Este encargo era tan honroso que siempre era desempeñado por los hombres más distinguidos y por esto los corintios suplicaron a Agesilao que presidiese los juegos ístmicos y que les diese sabios reglamentos. Los brabeutos se presentaban a los juegos con vestidos de púrpura, una corona en la cabeza y llevando una vara en la mano, sentándose en un lugar llamado plethrion que era venerado como un santuario. Pertenecía a estos decidir la victoria y coronar al vencedor. Su número era variado: unas veces fueron siete, otras nueve y algunas, doce. Sus decisiones eran tan imparciales que Píndaro llamaba a la corona decretada por ellos themilectous, es decir, dada por Temis diosa de la justicia.